# Sweden Live
A Sweden Live a svéd Roxette 1989. február 17-én megjelent első élő koncertfilmje, melyet Norköppingben, a Himmelstalundshallen-ben rögzítettek 1988. december 16-án. A koncertfilmet Laserdisc és VHS formátumban jelentették meg kizárólag Japánban.

## Megjelenések
Minden dalt Per Gessle írt. Kivéve a  "Cry" és"Dance Away"  című dalokat, melyet Marie Fredriksson és Gessle írt. A "Joy of a Toy" és "Listen to Your Heart" című dalt Gessle és Mats Persson írtak.
 Japán (VHS: TOVW-3031 · LaserDisc: TOLW-3031)
1. "Dressed for Success"
2. "The Look"
3. "Cry"
4. "Joy of a Toy"
5. "Surrender"
6. "Neverending Love"
7. "Dance Away"
8. "Dangerous"
9. "Soul Deep"
10. "Listen to Your Heart"